# 约翰·惠廷戴尔
約翰·惠廷戴爾 OBE（英語：John Whittingdale；1959年10月16日—），是英國保守黨的黨員。他自1992年起擔任英國國會下議院議員（歷經南科爾徹斯特和莫爾登選區議員與莫爾登和東切爾姆斯福德選區議員，現為莫爾登選區議員）。
2015年5月11日，惠廷戴爾獲戴维·卡梅伦委任為文化傳媒及體育大臣。

## 外部連結

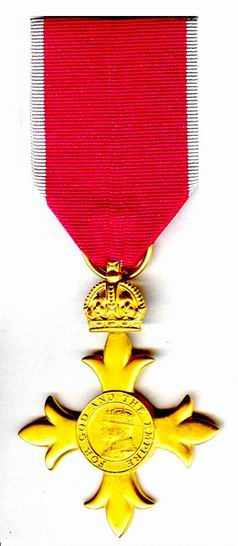
簡稱 勳章

- 約翰·惠廷戴爾 OBE MP （页面存档备份，存于）官方網站

| 大不列颠及北爱尔兰联合王国国会 | 大不列颠及北爱尔兰联合王国国会                       | 大不列颠及北爱尔兰联合王国国会 |
| ------------------------------ | ---------------------------------------------------- | ------------------------------ |
| 前任者： 約翰·韋瀚             | 英國下議院南科爾徹斯特和莫爾登議員 1992年－1997年    | 選區廢除                       |
| 新頭銜                         | 英國下議院莫爾登和東切爾姆斯福德議員 1997年－2010年  | 選區廢除                       |
| 新頭銜                         | 英國下議院莫爾登議員 2010年－                        | 現任                           |
| 官衔                           |                                                      |                                |
| 前任者： 大衛·希思科特-艾默里  | 影子內閣貿易及工業大臣 2001年－2002年                | 繼任者： 田耀                  |
| 前任者： 田耀                  | 影子內閣傳媒及體育大臣 2002年－2003年 2004年－2005年 | 繼任者： 茱莉·柯克布賴德       |
| 前任者： 茱莉·柯克布賴德       | 影子內閣傳媒及體育大臣 2002年－2003年 2004年－2005年 | 繼任者： 文翠珊                |
| 前任者： 薩吉德·賈偉德         | 文化傳媒及體育大臣 2015年－                          | 繼任者： 卡倫·布拉德利         |